# Paolo Bernardi
Paolo Bernardi (Cortina d'Ampezzo, 12 novembre 1944 – 5 dicembre 2015) è stato un hockeista su ghiaccio italiano.
Giocatore della Sportivi Ghiaccio Cortina ha preso parte ai campionati mondiali di hockey su ghiaccio ai campionati europei di hockey su ghiaccio dal 1961 al 1965 (cinque mondiali e cinque europei).
Paolo è stato nove volte campione d'Italia: 1965, 1966, 1967, 1968, 1970, 1971, 1972, 1973 e 1975
Ha inoltre vinto due volte la Coppa Italia (1973 e 1974) ed una volta la Coppa delle Alpi (1970)